# Theodor Viernstein
Theodor Viernstein (* 2. November 1878 in München; † 28. Mai 1949 ebenda) war ein deutscher Gefängnisarzt und auf Grundlage der nationalsozialistischen Rassenhygiene arbeitender Kriminalbiologe, Hochschullehrer und SA-Arzt, der die kriminalbiologische Untersuchung in Deutschland begründete.

## Leben
Theodor Vierstein war der Sohn von Lorenz Ritter von Viernstein, einem Ministerialrat im Finanzministerium des Königreichs Bayern. Er absolvierte nach dem Ende seiner Schullaufbahn ein Medizinstudium an den Universitäten Tübingen und München, wo er 1903 zum Dr. med. promoviert wurde. Die Volontärsarztzeit verbrachte er in seiner Heimatstadt. Anschließend war er in Frontenhausen als niedergelassener Allgemeinmediziner tätig. Am 1. Juli 1907 trat in den Staatsdienst ein und war als Amtsarzt zunächst Gefängnisarzt am Zuchthaus Kaisheim bei Donauwörth. Er wechselte 1916 zum Zuchthaus Straubing, wo er die ärztliche Leitung übernahm.

### Konzept der kriminalbiologischen Untersuchungen
Mit kriminalbiologischen Untersuchungen von Gefängnisinsassen hatte Viernstein im Zuchthaus Kaisheim begonnen und diese in Straubing fortgesetzt mit dem Ziel, Gefangene nach Grad der „Rasse- bzw. Rechts- und Kulturschädlichkeit“ in Besserungsfähige und Unverbesserliche einzuteilen. Dafür entwickelte er einen standardisierten Fragebogen, in dem Physis, biografische Daten sowie Familienverhältnisse und soziales Umfeld ermittelt werden sollten. Viersteins Forschungen waren größtenteils erbbiologisch basiert, Umweltaspekte spielten nur eine Nebenrolle. Er wollte bereits 1926 Kriminelle, Gebrechliche, Geisteskranke, Psychopathen, Kriegsneurotiker, Trinker, Gemeindearme und Fürsorgezöglinge erbbiologisch erfassen und deren Behandlung aufgrund ihrer „rassischen Unerwünschtheit oder Schädlichkeit“. Diese Forschungen dienten nicht nur rein statistischen Zwecken, sondern sollten auch Grundlage für spätere staatliche Reformpläne im Strafvollzug, wie z. B. Sicherungsverwahrung oder rassehygienische Maßnahmen sein.

### Kriminalbiologische Sammelstelle, Kriminalbiologischer Dienst, Kriminalbiologische Gesellschaft
Durch das Land Bayern wurde Viernsteins Forschungsansatz protegiert, so erhielt er 1922 die Erlaubnis anthropometrischer Forschungen durch einen Münchner Anthropologieprofessor an Gefangenen des Zuchthauses Straubing durchführen zu lassen. Im Jahr 1923 wurde auf sein Betreiben hin und unterstützt von Ernst Rüdin und Fritz Lenz die in Straubing übliche Zugangsuntersuchung für neu eingewiesene Gefangene durch den bayerischen Justizminister Franz Gürtner obligatorisch für alle bayerischen Strafanstalten. Im Februar 1924 wurde auf seine Initiative hin eine zentrale Kriminalbiologische Sammelstelle an seinem Dienstort in Straubing eingerichtet, wo die Untersuchungsergebnisse sämtlicher Eingangsuntersuchungen in bayerischen Strafanstalten gebündelt wurden. Die in der von ihm geleiteten, zuerst im Strafgefängnis München-Stadelheim und später im Zuchthaus Straubing angesiedelten Bayerischen Kriminalbiologischen Sammelstelle erfassten Untersuchungsbögen wurden zur Erstellung kriminalbiologischer Gutachten genutzt, die auf Antrag staatlicher Stellen angefertigt wurden. Die Kriminalbiologischen Untersuchungen in den bayerischen Haftanstalten wurden ab 1925 durch den Kriminalbiologischen Dienst vorgenommen. Viernstein arbeitete zudem mit dem Kriminalbiologen und Rassenhygieniker Friedrich Stumpfl zusammen. Mit Adolf Lenz sowie Ferdinand von Neureiter war Viernstein 1927 Gründungsmitglied der Kriminalbiologischen Gesellschaft und gehörte dem Vorstand dieser Organisation an. Die Kriminalbiologische Sammelstelle wurde 1930 dem Kaiser-Wilhelm-Institut für Psychiatrie administrativ unterstellt.

## Zeit des Nationalsozialismus
Nach der Machtergreifung der Nationalsozialisten wurde Viernstein Anfang April 1933 in die Medizinalabteilung des bayrischen Innenministeriums übernommen und zum Ministerialrat ernannt. In München war er zudem ab 1933 Lehrbeauftragter für Kriminalbiologie an der juristischen Fakultät der Universität München und dort im April 1936 Honorarprofessor. Ab 1934 betätigte er sich als SA-Arzt sowie als HJ-Arzt. Er trat Anfang Juli 1937 der NSDAP bei; während der Weimarer Republik war er Mitglied der Bayerischen Volkspartei gewesen. Des Weiteren gehörte er dem Reichsluftschutzbund, dem Reichsbund der Kinderreichen und dem Reichsbund der Deutschen Beamten an. Er wurde 1938 mit dem silbernen Treuedienstzeichen der NSDAP ausgezeichnet.
Kriminalbiologische Untersuchungen sowie Sammelstellen wurden ab den 1930er Jahren zunehmend von deutschen Ländern eingeführt und waren ab 1933 reichsweit etabliert. Durch den Reichsjustizminister Gürtner wurde dieses, auch vom Erzbischof von München und Freising, Michael von Faulhaber geförderte, System nach bayerischem Vorbild reichsweit vereinheitlicht; der Kriminalbiologische Dienst war getrennt nach Untersuchungs- und Sammelstellen. Insgesamt gab es reichsweit 73 Untersuchungsstellen im Strafvollzug und neun Sammelstellen. Viernsteins Konzept fand seit den 1920er Jahren sowohl Befürworter als auch Kritiker. Befürworter fanden sich vor allem in den Justizverwaltungen, wo man sich probate Mittel zur Unterscheidung von besserungsfähigen bzw. resozialisierbaren Straftätern und nichtresozialisieren Gefangenen erhoffte. Kritik an Viernstein kam teils aus den Reihen der Wissenschaft, welche nicht nur das Konzept Besserungsfähig/Unverbesserlich in Frage stellte, sondern auch die Anwendung von kriminalbiologischen Ansätzen aufgrund der noch geringen wissenschaftlichen Substanz dieser jungen Disziplin und die mangelhafte Kompetenz von Gefängnisärzten auf diesem Gebiet. Innerhalb der Ärzteschaft in den Strafanstalten wurde nicht nur die Untersuchungsform kritisiert, sondern auch der damit verbundene Mehraufwand.
Viernstein wurde Anfang April 1942 in den Ruhestand verabschiedet, blieb jedoch weiterhin Leiter der Kriminalbiologischen Sammelstelle mit einem Jahressalär von 4800 RM. Die Kriminalbiologische Sammelstelle, seit 1930 dem Münchner Kaiser-Wilhelm-Instituts für Psychiatrie angegliedert, wurde kriegsbedingt nach Luftangriffen Anfang 1943 zunächst ins Amtsgericht München und 1944 ins Zuchthaus Kaisheim verlegt. Ein Jahr nach seiner Pensionierung schied Viernstein eigenen Angaben zufolge aus der NSDAP aus. Auch zur Zeit des Nationalsozialismus erstellte er kriminalbiologische Gutachten, u. a. für Sonder- und Militärgerichte. Die Gutachtenerstellung folgte nach Aktenlage ohne den zu Begutachtenden persönlich befragt oder untersucht zu haben.

„Die eugenische Ausrichtung seiner Forschungen erleichterte ihm nicht nur die Annäherung an die radikalen Positionen des NS-Regimes zur Verbrechensbekämpfung, letztere erschienen ihm auch als Verwirklichung von Forderungen, die er bereits in der Weimarer Republik vertreten hatte.“

## Nachkriegszeit
Nach Kriegsende wurde Viernstein im September 1946 aufgrund seiner NSDAP-Zugehörigkeit von seinen Lehrtätigkeiten an der Universität München entbunden und durfte auch nicht mehr den Titel Honorarprofessor tragen. Er wurde zudem 1946 entnazifiziert. Unter der amerikanischen Militäradministration durfte er jedoch bis 1947 seine kriminalbiologischen Forschungen fortsetzen. Am 28. Mai 1949 starb er in seiner Heimatstadt.
Teilnachlässe von ihm befinden sich im Bayerischen Hauptstaatsarchiv sowie im Historischen Archiv des Max-Planck-Instituts für Psychiatrie.

## Schriften (Auswahl)
- Untersuchungen über den Inzest, Carl Winter Verlag, Heidelberg 1925. In: Arbeiten aus der bayerischen Kriminal-biologischen Sammelstelle, Band 1. (mit Hans von Hentig)
- Denkschrift über Entwicklung und Aufbau eines kriminalbiologischen Dienstes im Bayerischen Strafvollzug. Straubin 1926.
- Die Bekämpfung der Kriminalität vom bevölkerungspolitischen, rasseanthropologischen und erbbiologischen Standpunkt : Vorträge auf d. wissenschaftl. Sitzg vom 1. Sept. 1933 in Bad Pyrmont anlässlich d. 50. Jubiläumstagung (42. Jahresvers.) d. Preuss. Medizinalbeamtenvereins in Verb. mit d. 20 Mitgliederversammlung d. Dt. Medizinalbeamtenvereins, Fischers med. Buchh., Leipzig 1933. In: Zeitschrift f. Medizinalbeamte. 1933, Nr. 10. (zusammen mit Eduard Schütt, wurde nach Kriegsende in der Sowjetischen Besatzungszone auf die Liste der auszusondernden Literatur gesetzt.[21])
- Die biologisch-erbbiologische Untersuchung der Erbhofbauern : Aus d. Gesundheitsabt. d. Bayer. Staatsministeriums d. Innern, Oldenbourg, München/Berlin 1935. Wurde nach Kriegsende in der Sowjetischen Besatzungszone auf die Liste der auszusondernden Literatur gesetzt.[22]